# Tony Rickardsson
Tony Rickardsson, właśc. Jan Tony Sören Rickardsson (ur. 17 sierpnia 1970 w Aveście) – szwedzki żużlowiec.

## Życiorys

### Kariera sportowa
Jeden z najbardziej utytułowanych żużlowców w historii. Sześciokrotny indywidualny mistrz świata (1994, 1998, 1999, 2001, 2002 oraz 2005), zdobywał ponadto srebrne (1991, 1995, 2004) oraz brązowe medale IMŚ (2000, 2003). Brązowy medalista mistrzostw świata juniorów w 1990 roku. Z reprezentacją Szwecji wielokrotny medalista drużynowych mistrzostw świata (w tym złoto w 1994, 2000, 2003 i 2004). Ośmiokrotny indywidualny mistrz Szwecji.
O zakończeniu kariery poinformował 1 sierpnia 2006. W drugiej połowie sezonu 2006 organizował turnieje pożegnalne. W Polsce turniej ten odbył się 16 września 2006 na torze tarnowskiej Unii – ostatniego klubu żużlowca w polskiej lidze. Swoją karierę ostatecznie zakończył 3 października 2006 roku, kiedy w Szwecji podczas ostatniego pożegnalnego turnieju, wystąpił w meczu Masarna Avesta – Reszta Świata 54:44 (Rickardsson ostatni bieg wygrał). Następnie odbył się bieg, którego nagrodą był motocykl żużlowy Tony’ego. Silnik sześciokrotnego mistrza zdobył Leigh Adams.
Od 2008 był menadżerem Antonio Lindbäcka.

### Życie prywatne
W 2008 był uczestnikiem trzeciej edycji „Let’s Dance” (szwedzkiej wersji Tańca z Gwiazdami) w telewizji TV 4. Jego partnerką była Annika Sjöö. Zajęli drugie miejsce.
Z pierwszą żoną, Anną, ma dwie córki: Michelle (ur. 1997) i Nathalie (ur. 2002). Swoją drugą żonę, Christinę, poznał podczas programu „Let’s Dance”. Mają dwójkę dzieci: córkę Victorię Julię (ur. 2009) oraz syna Williama (ur. 2011).

## Starty w Grand Prix (Indywidualnych Mistrzostwach Świata na żużlu)

### Zwycięstwa w zawodach
| Nr  | Dzień          | Rok  | Nazwa                        | Miejscowość | Tor                               | Długość toru |
| --- | -------------- | ---- | ---------------------------- | ----------- | --------------------------------- | ------------ |
| 1.  | 15 maja        | 1998 | Grand Prix Czech             | Praga       | Stadion Markéta                   | 353m         |
| 2.  | 6 czerwca      | 1998 | Grand Prix Niemiec           | Pocking     | Rottalstadion                     | 396m         |
| 3.  | 28 sierpnia    | 1998 | Grand Prix Szwecji           | Linköping   | Motorstadium                      | 330m         |
| 4.  | 31 lipca       | 1999 | Grand Prix Wielkiej Brytanii | Coventry    | Brandon Stadium                   | 301m         |
| 5.  | 25 września    | 1999 | Grand Prix Danii             | Vojens      | Speedway Center                   | 300m         |
| 6.  | 1 lipca        | 2000 | Grand Prix Polski            | Wrocław     | Stadion Olimpijski                | 387m         |
| 7.  | 9 czerwca      | 2001 | Grand Prix Wielkiej Brytanii | Cardiff     | Millennium Stadium (sztuczny tor) | 275m         |
| 8.  | 28 lipca       | 2001 | Grand Prix Danii             | Vojens      | Speedway Center                   | 300m         |
| 9.  | 11 maja        | 2002 | Grand Prix Norwegii          | Hamar       | Vikingskipet (sztuczny tor)       | 348m         |
| 10. | 6 lipca        | 2002 | Grand Prix Szwecji           | Sztokholm   | Stadion Olimpijski (sztuczny tor) |              |
| 11. | 28 września    | 2002 | Grand Prix Danii             | Vojens      | Speedway Center                   | 300m         |
| 12. | 17 maja        | 2003 | Grand Prix Europy            | Chorzów     | Stadion Śląski                    | 368m         |
| 13. | 4 września     | 2004 | Grand Prix Słowenii          | Krško       | Stadion Matije Gubca              | 388m         |
| 14. | 2 października | 2004 | Grand Prix Norwegii          | Hamar       | Vikingskipet (sztuczny tor)       | 348m         |
| 15. | 30 kwietnia    | 2005 | Grand Prix Europy            | Wrocław     | Stadion Olimpijski                | 387m         |
| 16. | 28 maja        | 2005 | Grand Prix Słowenii          | Krško       | Stadion Matije Gubca              | 388m         |
| 17. | 11 czerwca     | 2005 | Grand Prix Wielkiej Brytanii | Cardiff     | Millennium Stadium (sztuczny tor) | 275m         |
| 18. | 25 czerwca     | 2005 | Grand Prix Danii             | Kopenhaga   | Parken (sztuczny tor)             | 275m         |
| 19. | 9 lipca        | 2005 | Grand Prix Czech             | Praga       | Stadion Markéta                   | 353m         |
| 20. | 10 września    | 2005 | Grand Prix Włoch             | Lonigo      | Stadion Santa Marina              | 334m         |

### Miejsca na podium
| Nr  | Dzień          | Rok  | Nazwa                        | Miejscowość     | Tor                               | Miejsce | Punkty | Biegi           | Zwycięzca        |
| --- | -------------- | ---- | ---------------------------- | --------------- | --------------------------------- | ------- | ------ | --------------- | ---------------- |
| 1.  | 17 czerwca     | 1995 | Grand Prix Austrii           | Wiener Neustadt | ÖAMTC Zweigverein                 | 2       | 18     | (3,3,3,3,3,2)   | Billy Hamill     |
| 2.  | 12 sierpnia    | 1995 | Grand Prix Szwecji           | Linköping       | Motorstadium                      | 2       | 18     | (3,3,3,3,1,2)   | Tommy Knudsen    |
| 3.  | 9 września     | 1995 | Grand Prix Danii             | Vojens          | Speedway Center                   | 3       | 17     | (3,2,3,3,3,1)   | Hans Nielsen     |
| 4.  | 18 maja        | 1996 | Grand Prix Polski            | Wrocław         | Stadion Olimpijski                | 2       | 20     | (2,2,2,3,1,2)   | Tommy Knudsen    |
| 5.  | 1 czerwca      | 1996 | Grand Prix Włoch             | Lonigo          | Stadion Santa Marina              | 3       | 18     | (1,3,3,3,3,1)   | Hans Nielsen     |
| 6.  | 14 czerwca     | 1997 | Grand Prix Szwecji           | Linköping       | Motorstadium                      | 3       | 18     | (2,3,2,2,2,1)   | Tomasz Gollob    |
| 7.  | 23 września    | 1997 | Grand Prix Danii             | Vojens          | Speedway Center                   | 2       | 20     | (3,3,0,2,3,2)   | Mark Loram       |
| 8.  | 15 maja        | 1998 | Grand Prix Czech             | Praga           | Stadion Markéta                   | 1       | 25     | (2,3,3,3)       | –                |
| 9.  | 6 czerwca      | 1998 | Grand Prix Niemiec           | Pocking         | Rottalstadion                     | 1       | 25     | (3,3,3,3)       | –                |
| 10. | 19 lipca       | 1998 | Grand Prix Danii             | Vojens          | Speedway Center                   | 3       | 18     | (2,3,3,1)       | Hans Nielsen     |
| 11. | 28 sierpnia    | 1998 | Grand Prix Szwecji           | Linköping       | Motorstadium                      | 1       | 25     | (3,3,3,3)       | –                |
| 12. | 4 czerwca      | 1999 | Grand Prix Szwecji           | Linköping       | Motorstadium                      | 3       | 18     | (1,3,3,2,3,3,1) | Mark Loram       |
| 13. | 31 lipca       | 1999 | Grand Prix Wielkiej Brytanii | Coventry        | Brandon Stadium                   | 1       | 25     | (3,3,3,3)       | –                |
| 14. | 28 sierpnia    | 1999 | Grand Prix Polski            | Bydgoszcz       | Stadion Polonii                   | 2       | 20     | (3,3,3,2)       | Hans Nielsen     |
| 15. | 25 września    | 1999 | Grand Prix Danii             | Vojens          | Speedway Center                   | 1       | 25     | (2,2,3,3)       | –                |
| 16. | 1 lipca        | 2000 | Grand Prix Polski            | Wrocław         | Stadion Olimpijski                | 1       | 25     | (2,1,2,3,3)     | –                |
| 17. | 23 września    | 2000 | Grand Prix Europy            | Bydgoszcz       | Stadion Polonii                   | 3       | 18     | (3,3,3,3,1)     | Billy Hamill     |
| 18. | 9 czerwca      | 2001 | Grand Prix Wielkiej Brytanii | Cardiff         | Millennium Stadium (sztuczny tor) | 1       | 25     | (3,2,2,3)       | –                |
| 19. | 28 lipca       | 2001 | Grand Prix Danii             | Vojens          | Speedway Center                   | 1       | 25     | (3,3,3,3)       | –                |
| 20. | 18 sierpnia    | 2001 | Grand Prix Czech             | Praga           | Stadion Markéta                   | 2       | 20     | (3,3,3,2)       | Billy Hamill     |
| 21. | 8 września     | 2001 | Grand Prix Polski            | Bydgoszcz       | Stadion Polonii                   | 2       | 20     | (2,2,3,2)       | Jason Crump      |
| 22. | 11 maja        | 2002 | Grand Prix Norwegii          | Hamar           | Vikingskipet (sztuczny tor)       | 1       | 25     | (3,3,3,3,3)     | –                |
| 23. | 25 maja        | 2002 | Grand Prix Polski            | Bydgoszcz       | Stadion Polonii                   | 2       | 20     | (3,3,2,3,2)     | Tomasz Gollob    |
| 24. | 6 lipca        | 2002 | Grand Prix Szwecji           | Sztokholm       | Stadion Olimpijski (sztuczny tor) | 1       | 25     | (1,3,1,3,2,1)   | –                |
| 25. | 31 sierpnia    | 2002 | Grand Prix Skandynawii       | Göteborg        | Ullevi (sztuczny tor)             | 2       | 20     | (3,3,3,3,2)     | Leigh Adams      |
| 26. | 28 września    | 2002 | Grand Prix Danii             | Vojens          | Speedway Center                   | 1       | 25     | (3,3,1,3,3,3)   | –                |
| 27. | 17 maja        | 2003 | Grand Prix Europy            | Chorzów         | Stadion Śląski                    | 1       | 25     | (3,3,3,3,3)     | –                |
| 28. | 14 czerwca     | 2003 | Grand Prix Wielkiej Brytanii | Cardiff         | Millennium Stadium (sztuczny tor) | 3       | 18     | (t,3,3,2,1)     | Nicki Pedersen   |
| 29. | 28 czerwca     | 2003 | Grand Prix Danii             | Kopenhaga       | Parken (sztuczny tor)             | 2       | 20     | (2,3,3,3,2)     | Jason Crump      |
| 30. | 6 września     | 2003 | Grand Prix Czech             | Praga           | Stadion Markéta                   | 2       | 20     | (2,3,2,3,2,2)   | Jason Crump      |
| 31. | 1 maja         | 2004 | Grand Prix Szwecji           | Sztokholm       | Stadion Olimpijski (sztuczny tor) | 3       | 18     | (3,3,3,2,1)     | Leigh Adams      |
| 32. | 15 maja        | 2004 | Grand Prix Czech             | Praga           | Stadion Markéta                   | 3       | 18     | (3,3,2,3,1)     | Jason Crump      |
| 33. | 29 maja        | 2004 | Grand Prix Polski            | Wrocław         | Stadion Olimpijski                | 3       | 18     | (1,3,0,3,2,1)   | Bjarne Pedersen  |
| 34. | 31 sierpnia    | 2004 | Grand Prix Skandynawii       | Göteborg        | Ullevi (sztuczny tor)             | 3       | 18     | (3,3,2,3,3,1)   | Hans N. Andersen |
| 35. | 4 września     | 2004 | Grand Prix Słowenii          | Krško           | Stadion Matije Gubca              | 1       | 25     | (3,3,3,3,3)     | –                |
| 36. | 18 września    | 2004 | Grand Prix Polski            | Bydgoszcz       | Stadion Polonii                   | 3       | 18     | (3,3,2,2,1)     | Tomasz Gollob    |
| 37. | 2 października | 2004 | Grand Prix Norwegii          | Hamar           | Vikingskipet (sztuczny tor)       | 1       | 25     | (3,3,0,3,3,3)   | –                |
| 38. | 30 kwietnia    | 2005 | Grand Prix Europy            | Wrocław         | Stadion Olimpijski                | 1       | 25     | (3,3,3,3,3,3,3) | –                |
| 39. | 14 maja        | 2005 | Grand Prix Szwecji           | Eskilstuna      | Smedstadium                       | 2       | 20     | (0,3,3,3,2,3,2) | Jason Crump      |
| 40. | 28 maja        | 2005 | Grand Prix Słowenii          | Krško           | Stadion Matije Gubca              | 1       | 25     | (2,3,3,3,2,2,3) | –                |
| 41. | 11 czerwca     | 2005 | Grand Prix Wielkiej Brytanii | Cardiff         | Millennium Stadium (sztuczny tor) | 1       | 25     | (3,3,2,2,2,2,3) | –                |
| 42. | 25 czerwca     | 2005 | Grand Prix Danii             | Kopenhaga       | Parken (sztuczny tor)             | 1       | 25     | (3,2,0,3,3,2,3) | –                |
| 43. | 9 lipca        | 2005 | Grand Prix Czech             | Praga           | Stadion Markéta                   | 1       | 25     | (3,2,3,1,3,2,3) | –                |
| 44. | 13 sierpnia    | 2005 | Grand Prix Skandynawii       | Målilla         | G&B Stadium                       | 3       | 18     | (2,2,1,3,3,2,1) | Jason Crump      |
| 45. | 10 września    | 2005 | Grand Prix Włoch             | Lonigo          | Stadion Santa Marina              | 1       | 25     | (3,3,3,3,3,3,3) | –                |

#### Punkty w poszczególnych zawodachGrand Prix
| Sezon 1995             |                                |                                |                                 |                               |                               |                           |                       |                     |                       |         |         |         |         |         |         |         |         |         |         |         |         |         |         |         |         |        |        |        |        |        |        |        |        |        |        |        |        |        |        |        |        |        |        |        |        |        |        |
| GP Polski – Wrocław    | GP Austrii – Wiener Neustadt   | GP Niemiec – Abensberg         | GP Szwecji – Linköping          | GP Danii – Vojens             | GP Wielkiej Brytanii – Londyn | miejsce                   | miejsce               | miejsce             | miejsce               | miejsce | miejsce | miejsce | miejsce | miejsce | miejsce | miejsce | miejsce | miejsce | miejsce | miejsce | miejsce | miejsce | miejsce | miejsce | miejsce | punkty | punkty | punkty | punkty | punkty | punkty | punkty | punkty | punkty | punkty | punkty | punkty | punkty | punkty | punkty | punkty | punkty | punkty | punkty | punkty | punkty | punkty |
| 15                     | 18                             | 12                             | 18                              | 17                            | 8                             |                           |                       |                     |                       |         |         |         |         |         |         |         |         |         |         |         |         |         |         |         |         | 88     | 88     | 88     | 88     | 88     | 88     | 88     | 88     | 88     | 88     | 88     | 88     | 88     | 88     | 88     | 88     | 88     | 88     | 88     | 88     | 88     | 88     |
| Sezon 1996             |                                |                                |                                 |                               |                               |                           |                       |                     |                       |         |         |         |         |         |         |         |         |         |         |         |         |         |         |         |         |        |        |        |        |        |        |        |        |        |        |        |        |        |        |        |        |        |        |        |        |        |        |
| GP Polski – Wrocław    | GP Włoch – Lonigo              | GP Niemiec – Pocking           | GP Szwecji – Linköping          | GP Wielkiej Brytanii – Londyn | GP Danii – Vojens             | miejsce                   | miejsce               | miejsce             | miejsce               | miejsce | miejsce | miejsce | miejsce | miejsce | miejsce | miejsce | miejsce | miejsce | miejsce | miejsce | miejsce | miejsce | miejsce | miejsce | miejsce | punkty | punkty | punkty | punkty | punkty | punkty | punkty | punkty | punkty | punkty | punkty | punkty | punkty | punkty | punkty | punkty | punkty | punkty | punkty | punkty | punkty | punkty |
| 20                     | 18                             | 16                             | 14                              | 7                             | 11                            | 4                         | 4                     | 4                   | 4                     | 4       | 4       | 4       | 4       | 4       | 4       | 4       | 4       | 4       | 4       | 4       | 4       | 4       | 4       | 4       | 4       | 86     | 86     | 86     | 86     | 86     | 86     | 86     | 86     | 86     | 86     | 86     | 86     | 86     | 86     | 86     | 86     | 86     | 86     | 86     | 86     | 86     | 86     |
| Sezon 1997             |                                |                                |                                 |                               |                               |                           |                       |                     |                       |         |         |         |         |         |         |         |         |         |         |         |         |         |         |         |         |        |        |        |        |        |        |        |        |        |        |        |        |        |        |        |        |        |        |        |        |        |        |
| GP Czech – Praga       | GP Szwecji – Linköping         | GP Niemiec – Landshut          | GP Wielkiej Brytanii – Bradford | GP Polski – Wrocław           | GP Danii – Vojens             | miejsce                   | miejsce               | miejsce             | miejsce               | miejsce | miejsce | miejsce | miejsce | miejsce | miejsce | miejsce | miejsce | miejsce | miejsce | miejsce | miejsce | miejsce | miejsce | miejsce | miejsce | punkty | punkty | punkty | punkty | punkty | punkty | punkty | punkty | punkty | punkty | punkty | punkty | punkty | punkty | punkty | punkty | punkty | punkty | punkty | punkty | punkty | punkty |
| 11                     | 18                             | 14                             | 13                              | 14                            | 20                            | 4                         | 4                     | 4                   | 4                     | 4       | 4       | 4       | 4       | 4       | 4       | 4       | 4       | 4       | 4       | 4       | 4       | 4       | 4       | 4       | 4       | 90     | 90     | 90     | 90     | 90     | 90     | 90     | 90     | 90     | 90     | 90     | 90     | 90     | 90     | 90     | 90     | 90     | 90     | 90     | 90     | 90     | 90     |
| Sezon 1998             |                                |                                |                                 |                               |                               |                           |                       |                     |                       |         |         |         |         |         |         |         |         |         |         |         |         |         |         |         |         |        |        |        |        |        |        |        |        |        |        |        |        |        |        |        |        |        |        |        |        |        |        |
| GP Czech – Praga       | GP Niemiec – Pocking           | GP Danii – Vojens              | GP Wielkiej Brytanii – Coventry | GP Szwecji – Linköping        | GP Polski – Bydgoszcz         | miejsce                   | miejsce               | miejsce             | miejsce               | miejsce | miejsce | miejsce | miejsce | miejsce | miejsce | miejsce | miejsce | miejsce | miejsce | miejsce | miejsce | miejsce | miejsce | miejsce | miejsce | punkty | punkty | punkty | punkty | punkty | punkty | punkty | punkty | punkty | punkty | punkty | punkty | punkty | punkty | punkty | punkty | punkty | punkty | punkty | punkty | punkty | punkty |
| 25                     | 25                             | 18                             | 8                               | 25                            | 10                            |                           |                       |                     |                       |         |         |         |         |         |         |         |         |         |         |         |         |         |         |         |         | 111    | 111    | 111    | 111    | 111    | 111    | 111    | 111    | 111    | 111    | 111    | 111    | 111    | 111    | 111    | 111    | 111    | 111    | 111    | 111    | 111    | 111    |
| Sezon 1999             |                                |                                |                                 |                               |                               |                           |                       |                     |                       |         |         |         |         |         |         |         |         |         |         |         |         |         |         |         |         |        |        |        |        |        |        |        |        |        |        |        |        |        |        |        |        |        |        |        |        |        |        |
| GP Czech – Praga       | GP Szwecji – Linköping         | GP Polski – Wrocław            | GP Wielkiej Brytanii – Coventry | GP Polski – Bydgoszcz         | GP Danii – Vojens             | miejsce                   | miejsce               | miejsce             | miejsce               | miejsce | miejsce | miejsce | miejsce | miejsce | miejsce | miejsce | miejsce | miejsce | miejsce | miejsce | miejsce | miejsce | miejsce | miejsce | miejsce | punkty | punkty | punkty | punkty | punkty | punkty | punkty | punkty | punkty | punkty | punkty | punkty | punkty | punkty | punkty | punkty | punkty | punkty | punkty | punkty | punkty | punkty |
| 7                      | 18                             | 16                             | 25                              | 20                            | 25                            |                           |                       |                     |                       |         |         |         |         |         |         |         |         |         |         |         |         |         |         |         |         | 111    | 111    | 111    | 111    | 111    | 111    | 111    | 111    | 111    | 111    | 111    | 111    | 111    | 111    | 111    | 111    | 111    | 111    | 111    | 111    | 111    | 111    |
| Sezon 2000             |                                |                                |                                 |                               |                               |                           |                       |                     |                       |         |         |         |         |         |         |         |         |         |         |         |         |         |         |         |         |        |        |        |        |        |        |        |        |        |        |        |        |        |        |        |        |        |        |        |        |        |        |
| GP Czech – Praga       | GP Szwecji – Linköping         | GP Polski – Wrocław            | GP Wielkiej Brytanii – Coventry | GP Danii – Vojens             | GP Europy – Bydgoszcz         | miejsce                   | miejsce               | miejsce             | miejsce               | miejsce | miejsce | miejsce | miejsce | miejsce | miejsce | miejsce | miejsce | miejsce | miejsce | miejsce | miejsce | miejsce | miejsce | miejsce | miejsce | punkty | punkty | punkty | punkty | punkty | punkty | punkty | punkty | punkty | punkty | punkty | punkty | punkty | punkty | punkty | punkty | punkty | punkty | punkty | punkty | punkty | punkty |
| 14                     | 16                             | 25                             | 14                              | 7                             | 18                            |                           |                       |                     |                       |         |         |         |         |         |         |         |         |         |         |         |         |         |         |         |         | 94     | 94     | 94     | 94     | 94     | 94     | 94     | 94     | 94     | 94     | 94     | 94     | 94     | 94     | 94     | 94     | 94     | 94     | 94     | 94     | 94     | 94     |
| Sezon 2001             |                                |                                |                                 |                               |                               |                           |                       |                     |                       |         |         |         |         |         |         |         |         |         |         |         |         |         |         |         |         |        |        |        |        |        |        |        |        |        |        |        |        |        |        |        |        |        |        |        |        |        |        |
| GP Niemiec – Berlin    | GP Wielkiej Brytanii – Cardiff | GP Danii – Vojens              | GP Czech – Praga                | GP Polski – Bydgoszcz         | GP Szwecji – Sztokholm        | miejsce                   | miejsce               | miejsce             | miejsce               | miejsce | miejsce | miejsce | miejsce | miejsce | miejsce | miejsce | miejsce | miejsce | miejsce | miejsce | miejsce | miejsce | miejsce | miejsce | miejsce | punkty | punkty | punkty | punkty | punkty | punkty | punkty | punkty | punkty | punkty | punkty | punkty | punkty | punkty | punkty | punkty | punkty | punkty | punkty | punkty | punkty | punkty |
| 16                     | 25                             | 25                             | 20                              | 20                            | 15                            |                           |                       |                     |                       |         |         |         |         |         |         |         |         |         |         |         |         |         |         |         |         | 121    | 121    | 121    | 121    | 121    | 121    | 121    | 121    | 121    | 121    | 121    | 121    | 121    | 121    | 121    | 121    | 121    | 121    | 121    | 121    | 121    | 121    |
| Sezon 2002             |                                |                                |                                 |                               |                               |                           |                       |                     |                       |         |         |         |         |         |         |         |         |         |         |         |         |         |         |         |         |        |        |        |        |        |        |        |        |        |        |        |        |        |        |        |        |        |        |        |        |        |        |
| GP Norwegii – Hamar    | GP Polski – Bydgoszcz          | GP Wielkiej Brytanii – Cardiff | GP Słowenii – Krško             | GP Szwecji – Sztokholm        | GP Czech – Praga              | GP Skandynawii – Göteborg | GP Europy – Chorzów   | GP Danii – Vojens   | GP Australii – Sydney | miejsce | miejsce | miejsce | miejsce | miejsce | miejsce | miejsce | miejsce | miejsce | miejsce | miejsce | miejsce | miejsce | miejsce | miejsce | miejsce | punkty | punkty | punkty | punkty | punkty | punkty | punkty | punkty | punkty | punkty | punkty | punkty | punkty | punkty | punkty | punkty | punkty | punkty | punkty | punkty | punkty | punkty |
| 25                     | 20                             | 13                             | 13                              | 25                            | 16                            | 20                        | 16                    | 25                  | 8                     |         |         |         |         |         |         |         |         |         |         |         |         |         |         |         |         | 181    | 181    | 181    | 181    | 181    | 181    | 181    | 181    | 181    | 181    | 181    | 181    | 181    | 181    | 181    | 181    | 181    | 181    | 181    | 181    | 181    | 181    |
| Sezon 2003             |                                |                                |                                 |                               |                               |                           |                       |                     |                       |         |         |         |         |         |         |         |         |         |         |         |         |         |         |         |         |        |        |        |        |        |        |        |        |        |        |        |        |        |        |        |        |        |        |        |        |        |        |
| GP Europy – Chorzów    | GP Szwecji – Avesta            | GP Wielkiej Brytanii – Cardiff | GP Danii – Kopenhaga            | GP Słowenii – Krško           | GP Skandynawii – Göteborg     | GP Czech – Praga          | GP Polski – Bydgoszcz | GP Norwegii – Hamar | miejsce               | miejsce | miejsce | miejsce | miejsce | miejsce | miejsce | miejsce | miejsce | miejsce | miejsce | miejsce | miejsce | miejsce | miejsce | miejsce | miejsce | punkty | punkty | punkty | punkty | punkty | punkty | punkty | punkty | punkty | punkty | punkty | punkty | punkty | punkty | punkty | punkty | punkty | punkty | punkty | punkty | punkty | punkty |
| 25                     | 13                             | 18                             | 20                              | 13                            | 6                             | 20                        | 6                     | 6                   |                       |         |         |         |         |         |         |         |         |         |         |         |         |         |         |         |         | 127    | 127    | 127    | 127    | 127    | 127    | 127    | 127    | 127    | 127    | 127    | 127    | 127    | 127    | 127    | 127    | 127    | 127    | 127    | 127    | 127    | 127    |
| Sezon 2004             |                                |                                |                                 |                               |                               |                           |                       |                     |                       |         |         |         |         |         |         |         |         |         |         |         |         |         |         |         |         |        |        |        |        |        |        |        |        |        |        |        |        |        |        |        |        |        |        |        |        |        |        |
| GP Szwecji – Sztokholm | GP Czech – Praga               | GP Europy – Wrocław            | GP Wielkiej Brytanii – Cardiff  | GP Danii – Kopenhaga          | GP Skandynawii – Göteborg     | GP Słowenii – Krško       | GP Polski – Bydgoszcz | GP Norwegii – Hamar | miejsce               | miejsce | miejsce | miejsce | miejsce | miejsce | miejsce | miejsce | miejsce | miejsce | miejsce | miejsce | miejsce | miejsce | miejsce | miejsce | miejsce | punkty | punkty | punkty | punkty | punkty | punkty | punkty | punkty | punkty | punkty | punkty | punkty | punkty | punkty | punkty | punkty | punkty | punkty | punkty | punkty | punkty | punkty |
| 18                     | 18                             | 18                             | 8                               | 7                             | 18                            | 25                        | 18                    | 25                  |                       |         |         |         |         |         |         |         |         |         |         |         |         |         |         |         |         | 155    | 155    | 155    | 155    | 155    | 155    | 155    | 155    | 155    | 155    | 155    | 155    | 155    | 155    | 155    | 155    | 155    | 155    | 155    | 155    | 155    | 155    |
| Sezon 2005             |                                |                                |                                 |                               |                               |                           |                       |                     |                       |         |         |         |         |         |         |         |         |         |         |         |         |         |         |         |         |        |        |        |        |        |        |        |        |        |        |        |        |        |        |        |        |        |        |        |        |        |        |
| GP Europy – Wrocław    | GP Szwecji – Eskilstuna        | GP Słowenii – Krško            | GP Wielkiej Brytanii – Cardiff  | GP Danii – Kopenhaga          | GP Czech – Praga              | GP Skandynawii – Målilla  | GP Polski – Bydgoszcz | GP Włoch – Lonigo   | miejsce               | miejsce | miejsce | miejsce | miejsce | miejsce | miejsce | miejsce | miejsce | miejsce | miejsce | miejsce | miejsce | miejsce | miejsce | miejsce | miejsce | punkty | punkty | punkty | punkty | punkty | punkty | punkty | punkty | punkty | punkty | punkty | punkty | punkty | punkty | punkty | punkty | punkty | punkty | punkty | punkty | punkty | punkty |
| 25                     | 20                             | 25                             | 25                              | 25                            | 25                            | 18                        | 8                     | 25                  |                       |         |         |         |         |         |         |         |         |         |         |         |         |         |         |         |         | 196    | 196    | 196    | 196    | 196    | 196    | 196    | 196    | 196    | 196    | 196    | 196    | 196    | 196    | 196    | 196    | 196    | 196    | 196    | 196    | 196    | 196    |
| Sezon 2006             |                                |                                |                                 |                               |                               |                           |                       |                     |                       |         |         |         |         |         |         |         |         |         |         |         |         |         |         |         |         |        |        |        |        |        |        |        |        |        |        |        |        |        |        |        |        |        |        |        |        |        |        |
| GP Słowenii – Krško    | GP Europy – Wrocław            | GP Szwecji – Eskilstuna        | GP Wielkiej Brytanii – Cardiff  | GP Danii – Kopenhaga          | GP Włoch – Lonigo             | GP Skandynawii – Målilla  | GP Czech – Praga      | GP Łotwy – Dyneburg | GP Polski – Bydgoszcz | miejsce | miejsce | miejsce | miejsce | miejsce | miejsce | miejsce | miejsce | miejsce | miejsce | miejsce | miejsce | miejsce | miejsce | miejsce | miejsce | punkty | punkty | punkty | punkty | punkty | punkty | punkty | punkty | punkty | punkty | punkty | punkty | punkty | punkty | punkty | punkty | punkty | punkty | punkty | punkty | punkty | punkty |
| 16                     | 6                              | 4                              | 10                              | 5                             | –                             | –                         | –                     | –                   | –                     | 14      | 14      | 14      | 14      | 14      | 14      | 14      | 14      | 14      | 14      | 14      | 14      | 14      | 14      | 14      | 14      | 41     | 41     | 41     | 41     | 41     | 41     | 41     | 41     | 41     | 41     | 41     | 41     | 41     | 41     | 41     | 41     | 41     | 41     | 41     | 41     | 41     | 41     |

| Statystyki        | Statystyki |
| ----------------- | ---------- |
| Starty            | 84         |
| Zwycięstwa        | 20         |
| Miejsca na podium | 45         |
| Finalista         | 52         |
| Punkty            | 1401       |

## Osiągnięcia
Indywidualne Mistrzostwa Świata
- 1991 –  Göteborg – 2. miejsce – 12 pkt → wyniki
- 1992 –  Wrocław – 14. miejsce – 5 pkt → wyniki
- 1993 –  Pocking – 14. miejsce – 4 pkt → wyniki
- 1994 –  Vojens – 1. miejsce – 12+3 pkt → wyniki
- 1995 – 2. miejsce – 88 pkt → wyniki
- 1996 – 4. miejsce – 86 pkt → wyniki
- 1997 – 4. miejsce – 90 pkt → wyniki
- 1998 – 1. miejsce – 111 pkt → wyniki
- 1999 – 1. miejsce – 111 pkt → wyniki
- 2000 – 3. miejsce – 94 pkt → wyniki
- 2001 – 1. miejsce – 121 pkt → wyniki
- 2002 – 1. miejsce – 181 pkt → wyniki
- 2003 – 3. miejsce – 127 pkt → wyniki
- 2004 – 2. miejsce – 155 pkt → wyniki
- 2005 – 1. miejsce – 196 pkt → wyniki
- 2006 – 14. miejsce – 41 pkt → wyniki

Indywidualne Mistrzostwa Świata Juniorów
- 1990 –  Lwów – 3. miejsce – 10+3 pkt → wyniki

Drużynowe Mistrzostwa Świata
- 1991 –  Vojens – 2. miejsce → wyniki
- 1992 –  Kumla – 2. miejsce → wyniki
- 1993 –  Coventry – 3. miejsce → wyniki
- 1994 –  Brokstedt – 1. miejsce → wyniki
- 1995 –  Bydgoszcz – 4. miejsce → wyniki
- 1997 –  Piła – 3. miejsce → wyniki
- 1998 –  Vojens – 2. miejsce → wyniki
- 2000 –  Coventry – 1. miejsce → wyniki

Drużynowy Puchar Świata
- 2001 – Zawody finałowe odbywały się w  Polsce – 3. miejsce → wyniki
- 2002 – Zawody finałowe odbywały się w  Wielkiej Brytanii – 3. miejsce → wyniki
- 2004 – Zawody finałowe odbywały się w  Wielkiej Brytanii – 1. miejsce → wyniki
- 2005 – Zawody finałowe odbywały się w  Polsce – 2. miejsce → wyniki

Mistrzostwa Świata Par
- 1992 –  Lonigo – 3. miejsce → wyniki
- 1993 –  Vojens – 1. miejsce → wyniki

Indywidualne Mistrzostwa Szwecji
- 1989 – Eskilstuna – 6. miejsce – 12 pkt → wyniki
- 1990 – Sztokholm – 1. miejsce – 15 pkt → wyniki
- 1991 – Västervik – 5. miejsce – 10 pkt → wyniki
- 1992 – Mariestad – 6. miejsce – 9 pkt → wyniki
- 1993 – Linköping – 2. miejsce – 12+3 pkt → wyniki
- 1994 – Västervik – 1. miejsce – 15 pkt → wyniki
- 1995 – Kumla – 4. miejsce – 12 pkt → wyniki
- 1996 – Hallstavik – 2. miejsce – 14 pkt → wyniki
- 1997 – Vetlanda – 1. miejsce – 15 pkt → wyniki
- 1998 – Hagfors – 1. miejsce – 14 pkt → wyniki
- 1999 – Norrköping – 1. miejsce – 14 pkt → wyniki
- 2000 – Mållila – 4. miejsce – 11 pkt → wyniki
- 2001 – Avesta – 1. miejsce – 15 pkt → wyniki
- 2002 – Eskilstuna – 5. miejsce – 10 pkt → wyniki
- 2004 – Mållila – 1. miejsce → wyniki
- 2005 – Vetlanda – 1. miejsce – 15 pkt → wyniki

Młodzieżowe Indywidualne Mistrzostwa Szwecji
- 1987 – Avesta – 4. miejsce – 12 pkt
- 1988 – Mariestad – 8. miejsce – 7 pkt
- 1989 – Kumla – 2. miejsce – 12 pkt
- 1990 – Hagfors – 2. miejsce – 11+3 pkt

## Inne ważniejsze turnieje
| Osiągnięcia: | Osiągnięcia: | 2. miejsce (1996), (1997) | 2. miejsce (1996), (1997) | 2. miejsce (1996), (1997) | 2. miejsce (1996), (1997) |
| Sezon        | Miasto       | Msc                       | Pkt                       | Biegi                     | Kluby                     |
| 1994         | Gorzów Wlkp. | 6                         | 10                        | (d,2,2,3,3)               | Tarnów                    |
| 1996         | Gorzów Wlkp. | 2                         | 12                        | (2,3,1,3,3)               | Tarnów                    |
| 1997         | Gorzów Wlkp. | 2                         | 14                        | (3,3,3,3,2)               | Gorzów Wlkp.              |
| 1998         | Gorzów Wlkp. | 13                        | 3                         | (2,1,-,-,-)               | Gorzów Wlkp.              |
| 1999         | Gorzów Wlkp. | 8                         | 8                         | (t,2,0,3,3)               | Gdańsk                    |
| 2005         | Gorzów Wlkp. | 4                         | 11+0                      | (2,3,3,1,2)+0             | Tarnów                    |

## Uhonorowanie
- Honorowy obywatel Tarnowa (2006)[1]